# Dolmen des Mollières
Der Dolmen des Mollières (auch „Beauvau dolmen“ oder „Molieres Dolmen“ genannt) liegt an der Route de Marcé, westlich des Weilers Beauvau bei Angers im Département Maine-et-Loire in Frankreich. Dolmen ist in Frankreich der Oberbegriff für Megalithanlagen aller Art (siehe: Französische Nomenklatur).
Der gut erhaltene polygonale Dolmen besteht aus einer gerade aufliegenden Deckenplatte, die von fünf Tragsteinen gestützt wird. Der Dolmen hat eine Kammer von etwa 4,0 × 2,0 m Größe, die von einem Deckstein von etwa 5,0 × 3,0 m Größe gekrönt wird. Der Dolmen von Molières lag noch Mitte des 19. Jahrhunderts in einem kleinen, inzwischen aufgegebenen Dorf. Ursprünglich war er völlig geschlossen. Der heutige Zugang ist vermutlich nicht original; der ursprüngliche lag wahrscheinlich im Südosten.
Viele andere Steine liegen in der Nähe der Megalithanlage, die vielleicht viel größer war.
In der Nähe liegt der Dolmen du Bois de la Pidoucière.